# Бодегравен-Реувейк
Бодегравен-Реувейк (нидерл. Bodegraven-Reeuwijk) — община в провинции Южная Голландия (Нидерланды). Образована 1 января 2011 года путём слияния общин Бодегравен и Реувейк.